# 15264 Делбрюк
15264 Делбрюк (15264 Delbrück) — астероїд головного поясу, відкритий 11 жовтня 1990 року.
Тіссеранів параметр щодо Юпітера — 3,496.